# جیمز تیلور
جیمز ورنن تیلر (به انگلیسی: James Vernon Taylor) (زاده ۱۲ مارس ۱۹۴۸) خواننده و آهنگساز آمریکایی است. اوج فعالیت حرفه‌ای او در دهه ۱۹۷۰ میلادی بود. وی تاکنون ۵ بار برنده جایزه گرمی شده است. تیلر در سال ۲۰۰۰ به تالار مشاهیر راک اند رول پیوست.